# King Gnu
King Gnu（日语：／ kingu nū */?）是一个日本4人摇滚乐队，於2017年以常田大希为核心结成。现为日本索尼音乐旗下艺人。在2019年King Gnu憑《白日》一曲一炮而紅，其後多首作品如《三文小説》、《一途》等曲亦在Billboard Japan Hot 100流行榜上獲得佳績，現時為日本新世代樂隊代表之一。

## 成员
- 常田大希（日语：／ Tsuneta Daiki，1992年5月15日（33歲））

出生于长野县伊那市，东京艺术大学音樂學部器樂科主修大提琴肄業。担当吉他手、主唱、大提琴手和调音师。负责乐队所有乐曲的填詞与作曲，在乐队中担任领队和制作人。此外，也在millennium parade等團體從事個人音樂活動。
- 势喜（日语：／ Seki Yuu，1992年9月2日（32歲））

出生於德島縣阿南市。担任鼓手、取样器。
- 新井和辉（日语：新井和輝）（日语：／ Arai Kazuki，1992年10月29日（32歲））

出生於東京都福生市。担任贝斯、合成器贝斯、低音提琴。
- 井口理（日语：井口理）（日语：／ Iguchi Satoru，1993年10月5日（31歲））

出生于长野县伊那市，东京艺术大学音樂學部聲樂科畢業。担任主唱、键盘。因為曾經受到專業聲樂訓練，井口理能輕易以頭腔共鳴發出高音與振音，這也是他演唱的一大特點。在乐團外也是一个舞台剧演员。曾於2019年度在日本放送主持個人冠名節目《King Gnu 井口理的All Night Nippon 0(ZERO)》。

## 经历
2015年，以常田为核心，组成“Srv.Vinci”乐队，同年9月发布第一张唱片《Mad me more softly》。
2017年，乐队形成现有成员阵容。3月18日參與SXSW JAPAN NITE演出，4月27日改名“King Gnu”。「Gnu」指群居性動物牛羚，藉以希望乐队獲得男女老少的支持。7月在富士摇滚音乐节出场。10月改名后的首张专辑《Tokyo Rendez-Vous》发售。
2018年1月，举行首场专场演唱会，門票發售當日被搶購一空。9月第一張單曲《Prayer X》發售，並被啟用為電視動畫《Banana Fish》的結尾曲。
2019年1月，配信限定单曲《白日》成为电视剧《Innocence 冤罪律师》的主题曲。同月第二张专辑《Sympa》发售，从而在索尼音乐旗下唱片品牌Ariola Japan主流出道。
2019年9月，獲得MTV日本音樂錄影帶大獎「日本新人最佳錄影帶獎」和「最佳錄影帶獎」，為史上首例。
2019年12月，參演COUNTDOWN JAPAN 19/20 ，站上主舞台EARTH STAGE。
2019年12月31日，於第70回NHK紅白歌合戰出場，實現紅白初登場，演唱曲目為《白日》。
2020年9月，獻唱柴崎幸主演日劇《35歳の少女》主題曲。
2020年9月21日，《白日》串流點閱超過3億。
2020 年 10 月，日本東京 Ginza Sony Park 以「工事中」為關鍵字，和 King Gnu 以及 millennium parade 聯手展開紀念活動，並取兩團名字各一個單字，命名為。
2020年11月，舉行巡迴「King Gnu Live Tour 2020 AW」。
2021年7月，與 Red Bull 聯手舉行『Red Bull Secret Gig』，在東京灣的人工島「第二海堡」開唱。
2021年10月15日，為動畫《國王排名》演唱片頭曲〈BOY〉數位上架。
2021年12月10日，為《劇場版 咒術迴戰 0》演唱主題曲〈一途〉數位上架。
2022年8月19日，擔任 ROCK IN JAPAN FESTIVAL 2022 第二天的壓軸。
2022年11月5日，擔任台灣第13屆金音創作獎頒獎典禮線上揭獎嘉賓。
2022年11月19日-20日，首次登上東京巨蛋，門票全售完。
2022年11月30日，《Stardom》發行，該曲作為 2022 年 NHK 足球節目主題曲。
2022年12月31日，於第73回NHK紅白歌合戰出場，為第二次登上紅白，演唱曲目為2022年底NHK轉播世界盃足球賽節目主題曲《Stardom》。
2023年5月和6月 ，舉行日本巡迴「King Gnu Stadium Live Tour 2023 CLOSING CEREMONY」，在大阪洋馬長居體育場和橫濱日產體育場各開兩場演出。
2023年7月1日，於臺灣第34屆金曲獎擔任表演嘉賓，表演〈變色龍〉及〈一途〉，是團體確立名稱為「King Gnu」後的首次海外演出。
2024年4月6日-7日，連續兩天於臺灣台北流行音樂中心開唱，宣布捐贈樂團本身在台北演唱會的全部收益以支援花蓮地震受災區。臺灣也是該團首次亞巡「THE GREATEST UNKNOWN」的第一站。
2024年9月25日發行了他們的首張影像作品《King Gnu Dome Tour THE GREATEST UNKNOWN at TOKYO DOME》，該作品完整收錄了同年1月28日於東京巨蛋舉行的公演。10月4日於串流平台發佈了現場音源，並配合該作一同發行了2021年提供給SixTONES的歌曲〈マスカラ〉的自我翻唱版本〈MASCARA〉。
2024年10月6日，宣布〈ねっこ〉將作為TBS系日曜劇場《海中沉睡的鑽石》的主題曲，於10月21日配信。
2025年2月起舉辦FC巡演「KING GNU LIVEHOUSE TOUR 2025 CLUB GNU EDITION」。
2025年4月18日，〈TWILIGHT!!!〉作為劇場版《名偵探柯南：獨眼的殘像》的主題曲。
2025年9月5日，〈SO BAD〉作為日本環球影城『殭屍舞蹈』的主題曲使用並同日配信。

## 作品

### 實體單曲
|                          | 發行日期               | 名稱                   | 販售型態               | 唱片編號                                                                 | Oricon最高排位         | 收錄專輯               |
| PERIMETRON（地下發行）   | PERIMETRON（地下發行） | PERIMETRON（地下發行） | PERIMETRON（地下發行） | PERIMETRON（地下發行）                                                   | PERIMETRON（地下發行） | PERIMETRON（地下發行） |
| ------------------------ | ---------------------- | ---------------------- | ---------------------- | ------------------------------------------------------------------------ | ---------------------- | ---------------------- |
| 1st                      | 2018年09月19日         | Prayer X               | CD、數位發行           | UXCL-161                                                                 | 31位                   | Sympa                  |
| Ariola Japan（主流發行） |                        |                        |                        |                                                                          |                        |                        |
| 2nd                      | 2020年12月2日          | 三文小說/千兩役者      | CD+Blu-ray CD          | BVCL-1110/11（初回盤） BVCL-1112（通常盤）                               | 2位                    | THE GREATEST UNKNOWN   |
| 3rd                      | 2021年12月1日          | BOY                    | CD+Blu-ray CD          | BVCL-1187（初回盤） BVCL-1189（通常盤）                                  | 4位                    | THE GREATEST UNKNOWN   |
| 4th                      | 2021年12月29日         | 一途/逆夢              | CD+Blu-ray CD          | BVCL-1194/1195（初回盤） BVCL-1196（通常盤） BVCL-1197（期間限定生産盤） | 1位                    | THE GREATEST UNKNOWN   |
| 5th                      | 2022年3月16日          | 變色龍                 | CD+Blu-ray CD          | BVCL-1223/24（初回盤） BVCL-1225（通常盤）                               | 2位                    | THE GREATEST UNKNOWN   |
| 6th                      | 2022年11月30日         | Stardom                | CD+Blu-ray CD          | BVCL-1273/74（初回生産限定盤） BVCL-1275（通常盤）                       | 5位                    | THE GREATEST UNKNOWN   |
| 7th                      | 2023年9月6日           | SPECIALZ               | CD                     | BVCL-1340（期間限定生産盤） BVCL-1341（通常盤）                          | 4位                    | THE GREATEST UNKNOWN   |

### 數位單曲
|      | 发售日         | 标题        | 收录专辑             |
| ---- | -------------- | ----------- | -------------------- |
| 1st  | 2018年7月13日  | Flash!!!    | Sympa                |
| 2nd  | 2019年2月22日  | 白日        | CEREMONY             |
| 3rd  | 2019年8月9日   | 飛行艇      | CEREMONY             |
| 4th  | 2019年10月11日 | 傘          | CEREMONY             |
| 5th  | 2021年3月5日   | 泡          | THE GREATEST UNKNOWN |
| 6th  | 2022年7月15日  | 雨燦々      | THE GREATEST UNKNOWN |
| 7th  | 2024年10月4日  | MASCARA     | -                    |
| 8th  | 2024年10月21日 | ねっこ      | -                    |
| 9th  | 2025年4月18日  | TWILIGHT!!! | -                    |
| 10th | 2025年9月5日   | SO BAD      | -                    |

### 專輯
|     | 发售日         | 标题                 | 唱片編號                                          | Oricon最高排位 |
| --- | -------------- | -------------------- | ------------------------------------------------- | -------------- |
| 1st | 2017年10月25日 | Tokyo Rendez-Vous    | UXCL-128 BVCL-931（再发盘）                       | 46位           |
| 2nd | 2019年1月16日  | Sympa                | BVCL-928/929（初回限定盘） BVCL-930（通常盘）     | 4位            |
| 3rd | 2020年1月15日  | CEREMONY             | BVCL-1046/1047（初回限定盘） BVCL-1048（通常盘）  | 1位            |
| 4th | 2023年11月29日 | THE GREATEST UNKNOWN | BVCL-1350/1（初回生産限定盤） BVCL-1352（通常盤） | 1位            |

### 遊戲參與
- 人中之龍8（艾里克.富澤）